# رافائلا اسپانوداکی-هاتزیریگا
رافائلا اسپانوداکی-هاتزیریگا (یونانی: Ραφαέλα Σπανουδάκη–Χατζηρήγα؛ زادهٔ ۷ ژوئن ۱۹۹۴) دونده سرعت زن اهل یونان است.
وی در مسابقات کشوری و بین‌المللی در مجموع برندهٔ ۱ مدال نقره شده‌است.